# 2004 في إيطاليا
فيما يلي قوائم الأحداث التي وقعت خلال عام 2004 في إيطاليا.

## سياسة

### تعيين في المنصب
- 13 يونيو – ماتيو رينزي president of the Province of Florence ‏.

## رياضة
- 1 يناير – ميلان-سان ريمو 2004 الفائزون إريك تسابل، أوسكار فريري، ستيوارت اوغرادي.

## أفلام
من الأفلام التي صدرت هذه السنة في إيطاليا:
- 1 يناير – البحر بداخله من إخراج أليخاندرو آمينابار.
- 1 يناير – الخبز الحافي من إخراج رشيد بن حاج.
- 1 يناير – تاجر البندقية من إخراج مايكل رادفورد.
- 1 يناير – حالمون من إخراج برناردو برتولوتشي.
- 1 يناير – فندق رواندا من إخراج تيري جورج.
- 8 سبتمبر – السقوط من إخراج أوليفر هيرشبيغل.
- 14 سبتمبر – كابتن السماء وعالم الغد من إخراج كيري كونران.
- 16 نوفمبر – الإسكندر من إخراج أوليفر ستون.
- 25 ديسمبر – الجبل البارد من إخراج أنتوني مانغيلا.

## برامج ومسلسلات وأنمي
- نادي وينكس

## وفيات

### يناير
- 29 يناير – أوجو فيرانتي (مواليد 1945) لاعب كرة قدم إيطالي.

### فبراير
- 14 فبراير – ماركو بانتاني (مواليد 1970) درّاج طريق إيطالي.

### مارس
- 30 مارس – سالفاتوري بروني (مواليد 1933) ملاكم إيطالي.

### سبتمبر
- 5 سبتمبر – أليسيو بيريلي (مواليد 1983) متسابق دراجات نارية إيطالي.
- 28 سبتمبر – لويجي أميريو (مواليد 1912) رياضياتي إيطالي.

### ديسمبر
- 10 ديسمبر – برونو أركاري (مواليد 1915) لاعب كرة قدم إيطالي.